# Oxisol

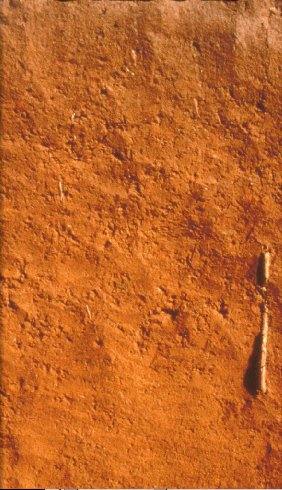
Oxisol

Potrivit USDA Soil Taxonomy, termenul de oxisol se referă la solurile tropicale puternic dezagregate, cum ar fi cele găsite adesea în regiunile tropicale din Africa și America de Sud, unde există un climat stabil cu umiditate ridicată. Conform sistemului internațional de clasificare WRB, aceste soluri sunt denumite feralsoluri. La nivel global, aproximativ 9,8 milioane km2 sau 7,5% din suprafața terestră este acoperită de oxisoluri.

## Clasificare
Oxisolurile sunt împărțite în cinci subordine:
- Aquax
- Torrox
- Ustox
- Perox
- Udox